# Aurélie Czekalski
Aurélie Czekalski (Doornik, 12 maart 1983) is een Belgisch politica voor de liberale MR.

## Levensloop
Czekalski groeide op in de stad Doornik en vestigde zich na haar studies in 2007 in het Brusselse. Ze is de dochter van een Franse vader van Poolse afkomst die afkomstig is uit Valenciennes en een Belgische moeder.
In 2005 studeerde ze af als licentiate in de politieke wetenschappen, optie internationale betrekkingen aan de UCL. Een jaar later behaalde ze nog een masterdiploma in Europees en internationaal recht, optie defensie en veiligheid aan de Université Lille Nord de France.
Van 2007 tot 2008 werkte Czekalski op de Federale Overheidsdienst Buitenlandse Zaken., als attaché voor asiel, migratie en de strijd tegen mensensmokkel. Tevens was ze in 2007 een half jaar assistente van de uitvoerend directeur voor het Wereldforum voor Migratie en Ontwikkeling die dat jaar werd georganiseerd in Brussel. Nadien was ze woordvoerster op verschillende federale ministeriële kabinetten: van 2008 tot 2009 voor minister van Asiel- en Migratiebeleid Annemie Turtelboom, van 2009 tot 2014 voor Olivier Chastel, achtereenvolgens staatssecretaris voor Europese Zaken, minister van Ontwikkelingssamenwerking en minister van Begroting, en van 2014 tot 2019 van premier Charles Michel.
Intussen werd ze politiek actief voor de liberale MR en van 2015 tot 2019 was ze voorzitster van de Brusselse federatie van jongerenafdeling Jeunes MR. Sinds de verkiezingen van oktober 2018 is Czekalski gemeenteraadslid van Ukkel.
Sinds de Brusselse gewestverkiezingen van mei 2019 zetelt Czekalski eveneens in het Brussels Hoofdstedelijk Parlement. Ze ontpopte zich tot een bijzonder actief parlementslid en ging zich toeleggen op uiteenlopende thema's als tewerkstelling, mobiliteit, netheid, veiligheid, leefmilieu, luchtkwaliteit, energie en klimaat, toegang tot huisvesting voor jongeren, armoedebestrijding, de strijd tegen de vlucht van de middenklasse en goed bestuur. Sinds december 2024 maakt zij als secretaris deel uit van het Bureau van het Brussels Parlement.